# Bard College Berlin
Das Bard College Berlin – A Liberal Arts University, vormals European College of Liberal Arts (ECLA), ist eine staatlich anerkannte Privatuniversität in Berlin, die interdisziplinäre Studienprogramme im Bereich der Geistes- und Sozialwissenschaften anbietet. Sie ist Teil des US-amerikanischen Bard Colleges. Das Curriculum verbindet klassische Bildung mit der kritischen Betrachtung zeitgenössischer Herausforderungen. Die Studierenden kommen aus mehr als 40 Staaten und die Unterrichtssprache in allen Programmen ist Englisch. Die Studienprogramme können mit einem amerikanischen und gleichzeitig mit einem deutschen Bachelor-of-Arts-Abschluss (B.A.) abgeschlossen werden.

## Geschichte
Das College wurde 1999 als „European College of Liberal Arts“ gegründet; es war die erste Einrichtung in Deutschland, die ein Studium der Liberal Arts anbot. Gründer waren Stephan Gutzeit, Anne Sliwka und Olaf Amblank, die eine „Campus-Universität für Generalisten“ schaffen wollten. 2009 wurde das erste Bachelor-Programm eingeführt. Seit 2011 ist das Bard College Berlin Teil des US-amerikanischen Bard College. Im Juli 2015 wurden Florian N. Becker und Taun N. Toay zu Geschäftsführern berufen. Träger ist die „Bard College Berlin, A Liberal Arts University gGmbH“.

## Programme

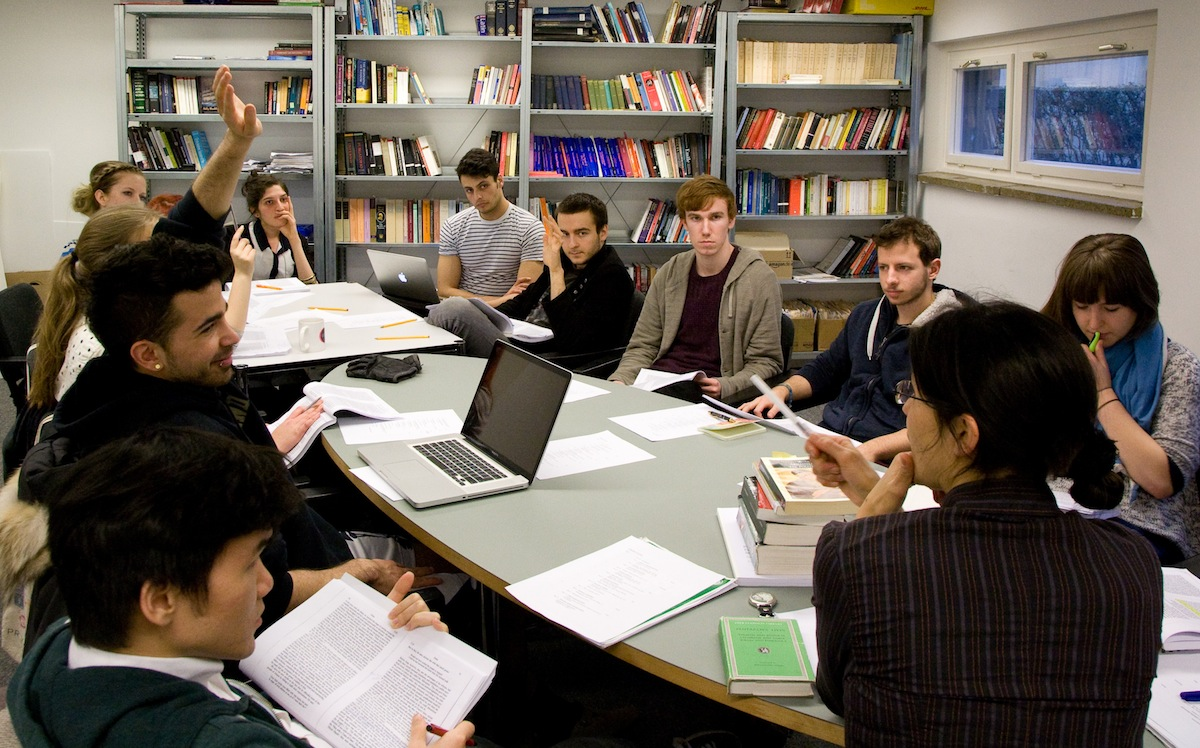
Seminar am Bard College Berlin

Zurzeit bietet Bard College Berlin folgende „Programme“ an:
- B.A. in Humanities, the Arts and Social Thought (4 Jahre)
- B.A. in Economics, Politics and Social Thought (4 Jahre)
- das Academy Year (einjähriges Programm für Studienanfänger)
- das Project Year (einjähriges Programm für fortgeschrittene Studierende)
- das Arts-and-Society-in-Berlin-Programm (einsemestriges Programm für Studierende mit Interesse an Kunst und Theaterwissenschaften in Berlin)
- das Begin-in-Berlin-Programm (Semesterprogramm für Studierende, die an Bard College in den USA eingeschrieben sind und ihr Studium in Berlin anfangen wollen)
- das LAB-Berlin-Programm (Semesterprogramm für Studierende, die an Universitäten in den USA und Kanada eingeschrieben sind)

Im Jahre 2016 wurde am Bard College Berlin das Program for International Education and Social Change eingeführt. Das Programm ermöglicht Studenten aus von wirtschaftlichen, sozialen, und politischen Krisen betroffenen Regionen auf der Basis von Vollstipendien Zugang zum Studium der Liberal Arts am Bard College Berlin. Dies basiert auf einer langen Tradition am Bard College.
Das Studium beinhaltet vielfältige Formen der Begegnung und Auseinandersetzung mit der Metropole Berlin, einschließlich Museumsbesuchen, Kursen zur Geschichte und Kultur, Praktika und ehrenamtlicher Tätigkeit.
Möglichkeiten des Studierendenaustauschs und des Studiums im Ausland umfassen das Bard-Netzwerk von Partneruniversitäten und Studienprogrammen in Kirgistan, Palästina, Russland, Ungarn und USA (Annandale-on-Hudson, NY; New York City). Das Bard College Berlin ist auch Teil des ERASMUS-Netzwerks mit Partnerschaften in Frankreich und den Niederlanden.
Das College ist in Deutschland durch den Wissenschaftsrat institutionell akkreditiert (seit Januar 2017), durch den Berliner Senat anerkannt (seit 2011) und in den USA durch die Middle States Commission on Higher Education (MSCHE) akkreditiert. Der B.A. in Humanities, the Arts and Social Thought und der B.A. in Economics, Politics, and Social Thought wurden im Herbst 2013 bzw. Herbst 2015 von ACQUIN akkreditiert. Das Bachelor-Studium am Bard College Berlin ist auf acht Semester ausgelegt und umfasst 240 ECTS-Punkte.

## Campus

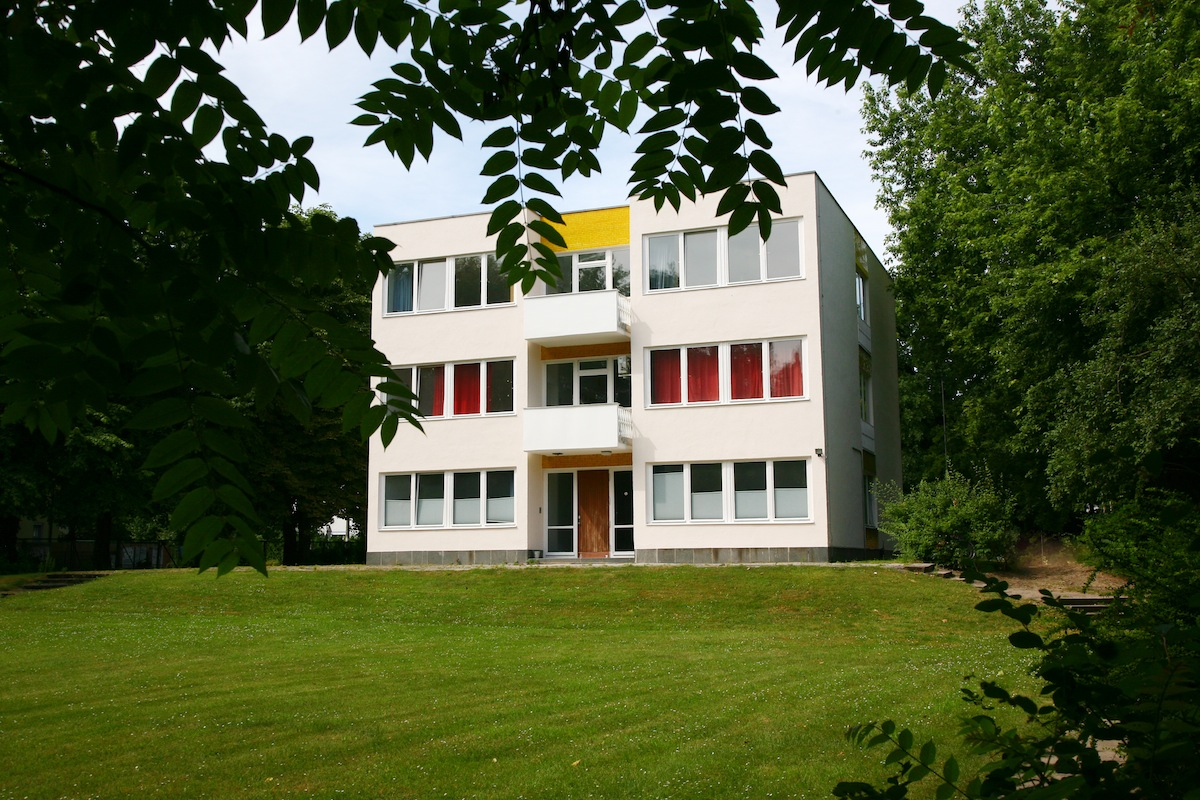
Bard College Berlin Campus

Das College besitzt einen Campus in Berlin-Niederschönhausen. Die Wohnheime befinden sich in unmittelbarer Nähe zum Campus. Die meisten der Gebäude wurden in den 1970er Jahren erbaut und gehörten früher Botschaften mehrerer Länder in der DDR (darunter Kuba, Ägypten und Nigeria).

## Bekannte Absolventen
- Wafa Mustafa (geb. 1989 oder 1990), syrische Journalistin und Menschenrechtsaktivistin